# Barro Alto, Bahia

Barro Alto este un oraș în Bahia (BA), Brazilia.